# Băbiciu
Băbiciu es una comuna ubicada en el distrito de Olt, Rumania.

## Superficie
Posee una superficie de 39,13 kilómetros cuadrados.

## Demografía
Hasta 2021 la población era de 1844 habitantes, con una densidad de población de 47,12 habitantes por kilómetro cuadrado.